# Lascoridia ochroptera
Lascoridia ochroptera är en fjärilsart som beskrevs av George Francis Hampson. Lascoridia ochroptera ingår i släktet Lascoridia och familjen nattflyn. Inga underarter finns listade i Catalogue of Life.